# Conselheiro Mairinck
Conselheiro Mairinck este un oraș în Paraná (PR), Brazilia.